# Aeroportul Flin Flon
Aeroportul Flin Flon (IATA: YFO, ICAO: CYFO) este un aeroport din Manitoba, Canada ce deservește zona Kelsey⁠(d).
Situat la o altitudine de 304 m, aeroportul dispune de o singură pistă.